# Alfa Scuti
Alfa Scuti (α Sct, α Scuti) è una stella di magnitudine apparente +3,85 situata nella costellazione dello Scudo.

## Osservazione
Si tratta di una stella situata nell'emisfero celeste australe, ma molto in prossimità dell'equatore celeste; ciò comporta che possa essere osservata da tutte le regioni abitate della Terra senza alcuna difficoltà e che non sia visibile soltanto nelle aree attorno al polo nord. Nell'emisfero sud invece appare circumpolare solo molto oltre il circolo polare antartico. Essendo di magnitudine 3,85, la si può osservare anche dai piccoli centri urbani senza difficoltà, sebbene un cielo non eccessivamente inquinato sia maggiormente indicato per la sua individuazione.
Il periodo migliore per la sua osservazione nel cielo serale ricade nei mesi compresi fra dicembre e maggio; da entrambi gli emisferi il periodo di visibilità rimane indicativamente lo stesso, grazie alla posizione della stella non lontana dall'equatore celeste. La sua individuazione è facilitata dalla presenza della Nube dello Scudo, un addensamento della Via Lattea molto brillante ben osservabile lontano dai centri abitati.

## Caratteristiche
Si tratta di una stella gigante al termine del suo ciclo vitale; con una magnitudine apparente di +3,85 è di fatto la stella più luminosa della costellazione dello Scudo. Sebbene il database SIMBAD riporti α Scuti come stella variabile, il database delle stelle variabili AAVSO non fornisce per essa alcun dato. La distanza di questa stella dal sistema solare è stimata attorno ai 174 anni luce.